# Język karibski

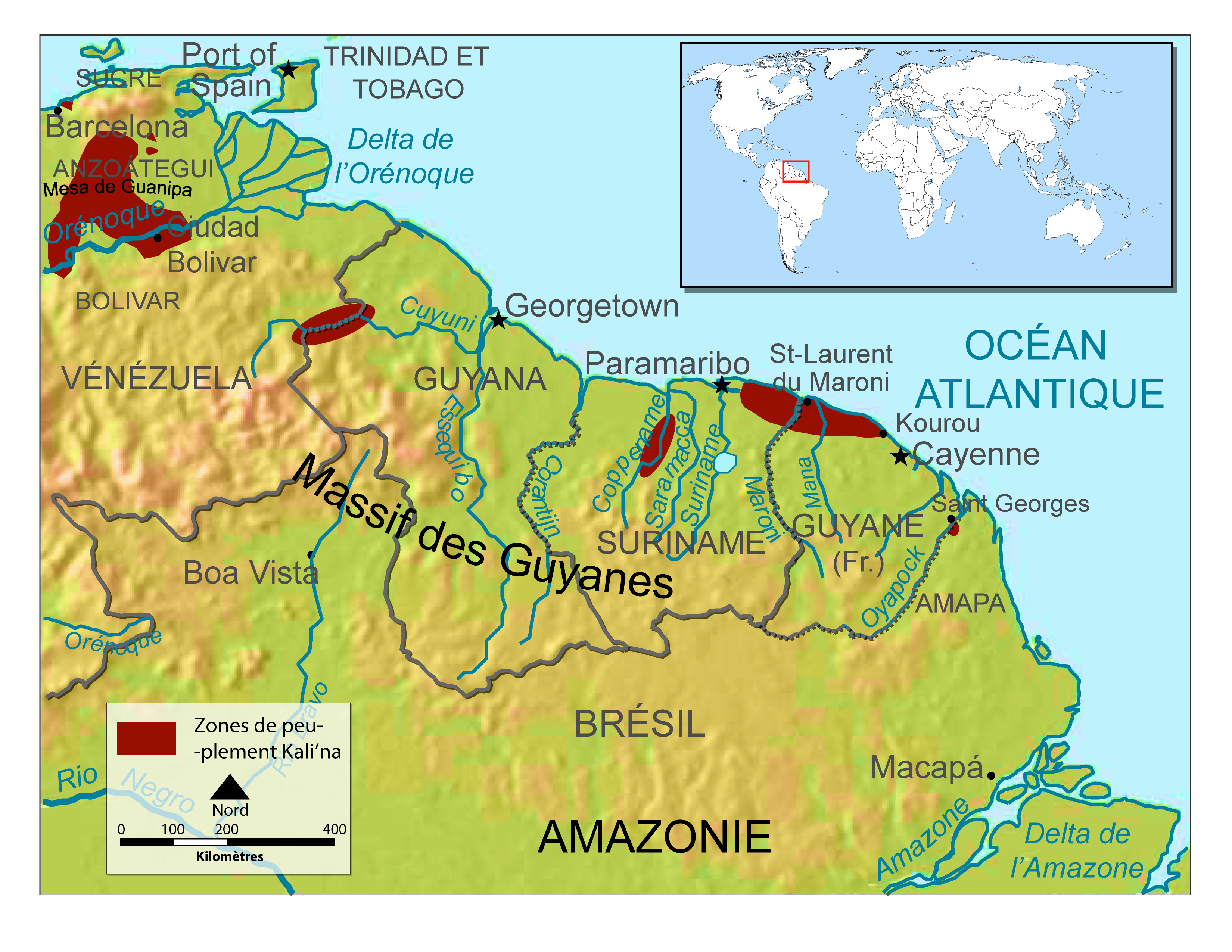
Kalinowie

Język karibski (karib. Kari’nja, hiszp. Kariña, Cariña, ang. Carib, Galibi, niderl. Karaïeb) – język z grupy języków karibi, którym posługuje się lud Kalina zamieszkujący północną Amerykę Południową.

## Podział geograficzny
Ze względu na kontakt z najeźdźcami z Kari’nja, niektóre języki tych regionów wykazują wpływy leksykalne języka kari’nja, mimo że genetycznie należą do grupy arawackiej.
W surinamskim regionie Konomerume, w pobliżu rzeki Wajambo, mieszka około 349 osób; większość z nich identyfikuje się jako należących do grupy etnicznej Kari’nja. Dorośli znają język kari’nja na przynajmniej przyzwoitym poziomie. Dla osób powyżej 65 roku życia służy jako podstawowe narzędzie komunikacji; natomiast osoby w wieku od 45 do 65 lat używają go jedynie w rozmowach ze starszymi mieszkańcami lub starszymi członkami rodziny, a w większości sytuacji codziennych posługują się językami urzędowymi kraju: holenderskim i sranan tongo. Młodsi dorośli w wieku od 20 do 40 lat zwykle rozumieją język, ale nie posługują się nim aktywnie, a dzieci wiedzę na temat swojej mowy przyswajają dopiero w szkole.

### Dialekty
Dialekty karibskiego (z liczbą użytkowników w nawiasach)
- karibski wenezuelski (1000)
- karibski gujański (2000)
- karibski zachodniosurinamski (500)
- karibski wschodnosurinamski (3000)
  - W Surinamie funkcjonują dwa dialekty karibskiego: Aretyry spotykany w zachodnich i środkowych regionach kraju, oraz Tyrewuju używany przez większość surinamskich użytkowników karibskiego[5].

## Alfabet
W skład alfabetu wchodzi 15 liter: a, e, i, j, k, ', m, n, o, p, r, s, t, u, w, y.

## Słownictwo
W poszczególnych dialektach karibskiego można znaleźć słowa zaczerpnięte z języka dominującego na danym obszarze (Brazylia, Surinam, Gujana, Gujana Francuska). Na przykład surinamska odmiana kari’nja zawiera liczne pożyczki z niderlandzkiego i sranan tongo.

## Przykładowe słownictwo
|                              | Współcz. karib. |
| ---------------------------- | --------------- |
| „dwa”                        | /oko/           |
| „kamień”                     | /topu/          |
| „pchła”                      | /siko/          |
| „góra”                       | /wipi/          |
| „siekiera”                   | /wïwï/          |
| „osoba”                      | /itoto/         |
| 'ten, który został zakopany’ | Ø-atoka-apo     |
| 'ten, który spalił’          | i-tjoroty-ypo   |

Niektóre z tych przykładów obrazują przypadki, w których e zostało zastąpione o we współczesnym karibskim.